# Bulbophyllum leopardinum
Bulbophyllum leopardinum é uma espécie de orquídea (família Orchidaceae) pertencente ao gênero Bulbophyllum. Foi descrita por Nathaniel Wallich, John Lindley e Nathaniel Wallich em 1829.